# Α-D-キシロシド キシロヒドロラーゼ
α-D-キシロシド キシロヒドロラーゼ (Alpha-D-xyloside xylohydrolase, EC 3.2.1.177) は、酵素である。以下の化学反応を触媒する。
非還元末端のα-D-キシロース残基を加水分解し、α-D-キシロースを遊離する。
この酵素は、キシログルコオリゴ糖の還元末端の未置換キシロシドの加水分解を触媒する。